# Gerbillus gleadowi
Gerbillus gleadowi és una espècie de mamífer rosegador de la família dels múrids. Viu a altituds d'entre 750 i 800 msnm a l'Índia i el Pakistan. Es tracta d'un animal nocturn i gregari. Els seus hàbitats naturals són els deserts, els semideserts i els camps de conreu. Està amenaçat per la construcció del canal Indira Gandhi.
L'espècie fou anomenada en honor del naturalista i artista F. Gleadow.